# Transcripció d'Anthon

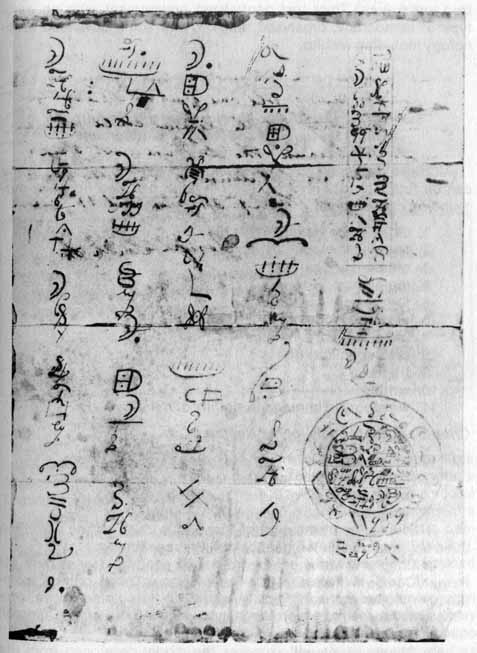
Falsificació de Hofmann de la Transcripció Anthon, arxius de l'Església de Jesucrist dels Sants dels Últims Dies. Tingueu en compte la disposició en columnes i el «zodíac mexicà» descrit per Anthon

La Transcripció d'Anthon (sovint identificada amb el Document Caractors) és un tros de paper sobre el qual Joseph Smith va escriure diverses línies de caràcters. Segons Smith, aquests caràcters eren de les planxes d'or (l'antic registre del qual Smith afirmava haver traduït el Llibre de Mormó) i representen «l'escriptura egípcia reformada» que hi havia a les planxes.
El 1828, aquest document va ser lliurat a Charles Anthon, un conegut estudiós clàssic del Columbia College (Nova York), per a una opinió experta sobre l'autenticitat dels personatges i la traducció. Alguns seguidors del Llibre de Mormó afirmen que Anthon va donar fe de l'autenticitat dels personatges per escrit a Martin Harris, però després va trencar la seva certificació després d'escoltar la història de Smith i les planxes. Els crítics de Smith afirmen que Anthon creia que qualsevol idea de les planxes que contenien una llengua antiga era un engany tot el temps i que Harris estava sent enganyat.
Els creients afirmen que l'incident entre Harris i Anthon va complir una profecia bíblica feta per Isaïes, com es diu que Anthon li va dir a Harris, a través del relat dels fets de Smith: «No puc llegir un llibre segellat».
El 1980, Mark Hofmann va crear i vendre una falsificació de la Transcripció d'Anthon als líders de l'Església de Jesucrist dels Sants dels Últims Dies, que es va revelar que era fraudulenta desprès de la investigació arran de tres atemptats a Salt Lake City (que Hofmann va ser condemnat per aquests atemptats).

## El relat de Harris de la reunió amb Anthon
El 1838, Smith va relatar un relat basat en la versió de Harris de la reunió. Smith va escriure que Anthon «va afirmar que la traducció era correcta, més que qualsevol que abans havia vist traduïda de l'egipci. [Harris] després li va mostrar les que encara no s'havien traduït, i va dir que era egipci, caldeu, assiri i àrab»; i que eren «veritables caràcters». Segons Harris, Anthon li va escriure una carta d'autenticitat declarant que el fragment conté veritables caràcters egipcis. També es va informar que Anthon va confirmar que la traducció d'aquests caràcters era correcta. Quan se li va informar que un àngel de Déu havia revelat els personatges a Smith, Anthon va trencar l'autenticació afirmant que no existien els àngels i li va demanar a Harris que li portés les planxes per a la traducció. Harris va anar després al doctor Samuel L. Mitchill, que va sancionar el que va dir Anthon

## Els relats d'Anthon de la reunió amb Harris
El 1834, Anthon va declarar en una carta que: «Tota la història sobre la meva declaració que la inscripció mormona era 'jeroglífics egipcis reformats' és perfectament falsa... Aviat vaig arribar a la conclusió que tot era un truc, potser un engany... [Harris] em va demanar una opinió per escrit, que per descomptat em vaig negar a donar-la».
Anthon va descriure la transcripció d'aquella carta com que contenia «lletres hebrees, creus i floritures, lletres romanes invertides o col·locades de costat... disposades en columnes perpendiculars, i el conjunt acabava en una delineació grollera d'un cercle dividit en diversos compartiments, guarnits amb diverses marques estranyes». Anthon va declarar a la carta que la història de la seva suposada autenticació era falsa, que Anthon havia identificat els escrits com un engany i que li havia dit a Harris que els escrits formaven part «d'un pla per enganyar el granger [Harris] per els seus diners».
Anthon va donar un segon relat el 1841 que va contradir el seu relat de 1834 sobre si va donar a Harris una opinió escrita sobre el document: «[Harris] em va demanar que li donés la meva opinió per escrit sobre el document que m'havia mostrat, així que sense dubtar-ho, en part pel bé de l'home, i en part per deixar que l'individu 'darrere la cortina' vegi que el seu truc va ser descobert. La importància del que vaig escriure era, pel que recordo ara, simplement això, que les marques en el document semblava ser només una imitació de diversos caràcters alfabètics i, al meu entendre, no tenia cap significat relacionat amb ells». En el relat de 1841, Anthon va descriure els caràcters com «disposats en columnes com el mode d'escriptura xinesa... grec, hebreu i tota mena de lletres... barrejades amb diverses delineacions de mitges llunes, estrelles i altres elements naturals, objectes, i el conjunt va acabar en una representació grollera del zodíac mexicà».

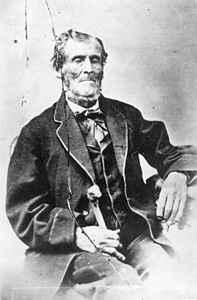
Martin Harris
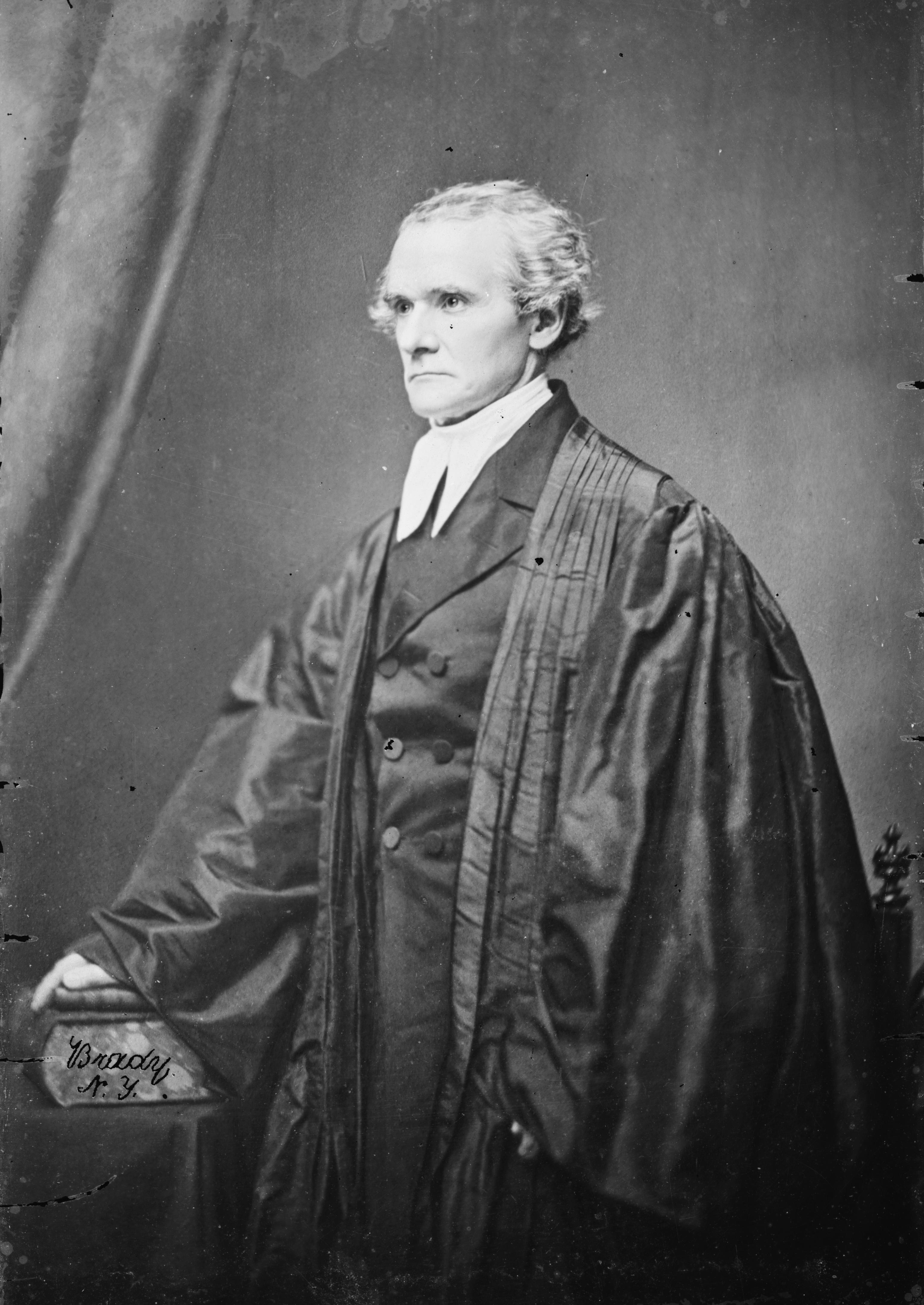
Charles Anthon

Anthon va proporcionar un tercer relat en una carta del 12 d'agost de 1844 i va indicar, referint-se a Harris: «Li vaig dir a l'home de seguida que se'l va imposar i que l'escriptura era una simple escombraria». Anthon va descriure la transcripció com que contenia «en una o dues columnes paral·leles imitacions grolleres de caràcters hebreus i grecs juntament amb diverses delineacions de sol, lluna, estrelles, etc.»
Anthon en els dos primers relats va mantenir que li va dir a Harris que Harris va ser víctima d'un frau. Pomeroy Tucker, contemporani de Harris i Smith, va opinar l'any 1867 que tots els estudiosos que Harris va visitar «s'entén que havien explorat tota la pretensió com a massa depravada per a una atenció seriosa, alhora que commiserava el sol·licitant com a víctima del fanatisme o la bogeria».

## Document Caractors

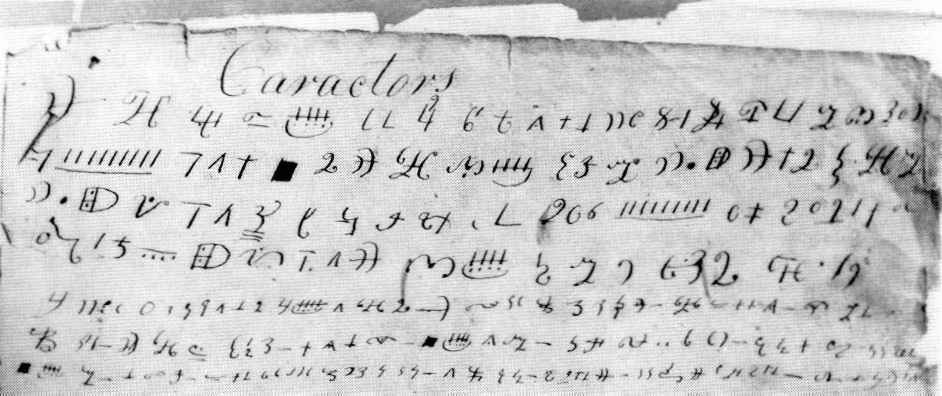
Fotografia del Document Caractors, que abans es pretenia ser la Transcripció d'Anthon

L'Església Reorganitzada de Jesucrist dels Sants dels Últims Dies (actualment coneguda com a Comunitat de Crist) va comprar un paper escrit a mà als hereus de David Whitmer, que llavors es pensava que era la Transcripció d'Anthon; aquest candidat en concret ara s'anomena Document Caractors. Whitmer, qui va ser propietari del document, va declarar que va ser aquest trosset de paper el que Harris va mostrar a Anthon.
Tant els apologistes com els crítics mormons indiquen que no és segur que el  Document de Caractors sigui la Transcripció d'Anthon original, ja que Anthon havia descrit que els caràcters del document que va veure estaven disposats en columnes verticals i acabaven amb una «delineació grollera d'un cercle dividit en diversos compartiments, adornat amb diverses marques estranyes i, evidentment, copiat després del calendari asteca donat per Humboldt», (1834) o «una representació grollera del zodíac mexicà» (1841). A la primavera de 1828, l'esposa de Martin Harris, Lucy, va col·lusionar amb un còmplice, Flanders Dyke, per robar la Transcripció d'Anthon per tal de desacreditar el Llibre de Mormó, de manera que el Document de Caractors no pot ser la Transcripció d'Anthon.
Un estudi recent, inclosa l'anàlisi de l'escriptura, suggereix que el Document de Caractors va ser escrit el 1829 o després, pel germà de David Whitmer, John Whitmer i, per tant, no hauria estat disponible per mostrar a Anthon ni a altres el 1828. Els símbols del document es van publicar dues vegades el 1844, després de la mort de Smith, com a caràcters que havien estat copiats de les planxes d'or, una d'elles al número del 21 de desembre de la revista The Prophet. El 1956 es va fer una sol·licitud de revisió del Document de Caractors a tres egiptòlegs reconeguts: Sir Alan Gardiner, William C. Hayes i John A. Wilson. Gardiner va respondre que no veia cap semblança amb «cap forma d'escriptura egípcia». Hayes va afirmar que podria ser una còpia inexacta d'alguna cosa en escriptura hieràtica i que «alguns grups semblen numerals hieràtics», i va afegir que «Imagino, però, que la inscripció té una semblança superficial amb altres escriptures, tant antigues com modernes, de que no en tinc coneixement».
Wilson va donar la resposta més detallada, dient que «Aquesta no és una escriptura egípcia, tal com la coneix l'Egiptòleg. Òbviament no és jeroglífic, ni el 'jeroglífic cursiu' tal com s'utilitza al Llibre dels Morts. No és copte, que va prendre sobre els caràcters grecs per escriure egipci. Tampoc pertany a una de les etapes cursives de l'escriptura egípcia antiga: hieràtica, hieràtica anormal o demòtica». Wilson va afegir que «no s'ajusta al patró normal de la cursiva», i que com que es pretenia alterar pot «eliminar aquest context de l'anàlisi professional de l'Egiptòleg».
Quatre traductors mormons no lingüistes amb diferents nivells d'educació han intentat desxifrar el Document de Caractors.

## En el cinema
El document apareix a la pel·lícula The Work and the Glory (2004).